# أنقليس ثعباني جونستوني
أنقليس ثعباني جونستوني (الاسم العلمي: Schultzidia johnstonensis) هو نوع من الأسماك، يتبع فصيلة الأنقليس الثعباني.